# Skorpius
Skorpius Fiberglass Indústria e Comércio Ltda. war ein brasilianischer Hersteller von Automobilen.

## Unternehmensgeschichte
Das Unternehmen wurde 1983 in Diadema zur Produktion von Automobilen und Kit Cars gegründet. Der Markenname lautete Skorpius. Nach zwei Jahren endete die Produktion.

## Fahrzeuge
Im Sortiment standen VW-Buggies. Die Basis bildete ein Fahrgestell von Volkswagen do Brasil. Im Falle vom VW Käfer und VW Brasília wurde es um 35 cm gekürzt und im Falle vom VW Typ 3 Variant und TL um 41 cm. Darauf wurde eine offene türlose Karosserie aus Fiberglas montiert. Hinter den vorderen Sitzen war eine Überrollvorrichtung.
Beim Modell Zangão waren eckige Scheinwerfer teilweise in die Fahrzeugfront integriert. Der einfachere Skorpius hatte freistehende runde Scheinwerfer.